# Náměstí Miloše Formana
Náměstí Miloše Formana je prostranství – piazzetta v Praze 1 před hotelem Fairmont Golden Prague (bývalý InterContinental) mezi ulicemi Pařížská, Bílkova, Elišky Krásnohorské a náměstím Curieových. Prostor byl podle českého režiséra pojmenován v říjnu 2018, půl roku po jeho úmrtí. Prostor předtím žádný přesný název neměl. Nové pojmenování by mělo podle končící primátorky Adriany Krnáčové napomoci tomu, aby v budoucnu nedošlo k zastavění tohoto prostoru. V připravovaném Metropolitním plánu je totiž prostor označen jako zastavitelný.